# Nick Adams (skådespelare)
Nick Adams, född Nicholas Aloysius Adamshock 10 juli 1931 i Nanticoke, Pennsylvania, död 7 februari 1968 i Beverly Hills, Kalifornien, var en amerikansk skådespelare och manusförfattare.

## Roller i urval
- 1955 – Nattpermission
- 1955 – Ung rebell
- 1955 – Utflykt i det gröna
- 1956 – Jagad
- 1956 – Jätten
- 1958 – Se opp för sergeanter
- 1959 – Jag hatar dej, älskling
- 1959–1961 – The Rebel (TV-serie) (även manus)
- 1961 – Ett helvete för hjältar
- 1963 – Anklagelsen är mord
- 1964 – Prärie (TV-serie)
- 1965 – Frankenstein – djävulsk skräck
- 1965 – Invasion of Astro-Monster